# Lubbon
Lubbon est une commune du Sud-Ouest de la France, située dans le département des Landes (région Nouvelle-Aquitaine).

## Géographie

### Localisation
La commune est limitrophe du département de Lot-et-Garonne. Elle est située dans le Gabardan sur le Ciron et la route nationale 665.

### Communes limitrophes
Les communes limitrophes sont Arx, Baudignan, Losse, Rimbez-et-Baudiets, Allons, Boussès et Houeillès.
| Allons (Lot-et-Garonne) | Houeillès (Lot-et-Garonne, par un quadripoint) | Boussès (Lot-et-Garonne) |
| Losse                   | Lubbon                                         | Arx                      |
|                         | Rimbez-et-Baudiets                             | Baudignan                |

### Climat
Pour des articles plus généraux, voir Climat de la Nouvelle-Aquitaine et Climat des Landes.
Historiquement, la commune est exposée à un climat océanique aquitain.
En 2020, Météo-France publie une typologie des climats de la France métropolitaine dans laquelle la commune est dans une zone de transition entre le climat océanique et le climat océanique altéré et est dans la région climatique Aquitaine, Gascogne, caractérisée par une pluviométrie abondante au printemps, modérée en automne, un faible ensoleillement au printemps, un été chaud (19,5 °C), des vents faibles, des brouillards fréquents en automne et en hiver et des orages fréquents en été (15 à 20 jours).
Pour la période 1971-2000, la température annuelle moyenne est de 12,8 °C, avec une amplitude thermique annuelle de 14,6 °C. Le cumul annuel moyen de précipitations est de 898 mm, avec 11,5 jours de précipitations en janvier et 7,1 jours en juillet. Pour la période 1991-2020, la température moyenne annuelle observée sur la station météorologique la plus proche, située sur la commune de Créon-d'Armagnac à 14 km à vol d'oiseau, est de 13,1 °C et le cumul annuel moyen de précipitations est de 865,3 mm,. Pour l'avenir, les paramètres climatiques de la commune estimés pour 2050 selon différents scénarios d’émission de gaz à effet de serre sont consultables sur un site dédié publié par Météo-France en novembre 2022.

## Urbanisme

### Typologie
Au 1er janvier 2024, Lubbon est catégorisée commune rurale à habitat très dispersé, selon la nouvelle grille communale de densité à sept niveaux définie par l'Insee en 2022.
Elle est située hors unité urbaine et hors attraction des villes,.

### Occupation des sols

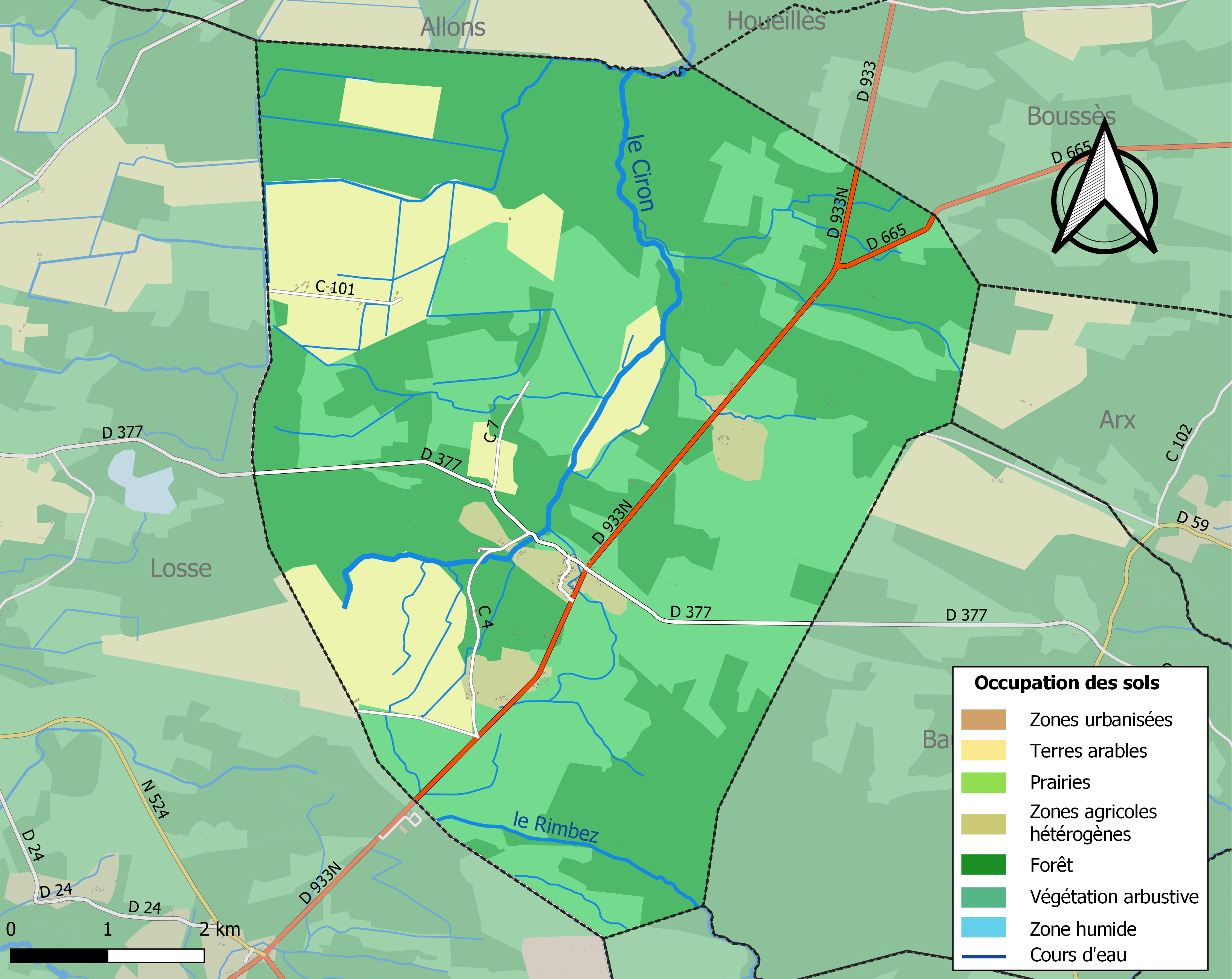
Carte des infrastructures et de l'occupation des sols de la commune en 2018 (CLC).

L'occupation des sols de la commune, telle qu'elle ressort de la base de données européenne d’occupation biophysique des sols Corine Land Cover (CLC), est marquée par l'importance des forêts et milieux semi-naturels (82,3 % en 2018), en diminution par rapport à 1990 (83,5 %). La répartition détaillée en 2018 est la suivante : forêts (48,5 %), milieux à végétation arbustive et/ou herbacée (33,8 %), terres arables (15,1 %), zones agricoles hétérogènes (2,7 %). L'évolution de l’occupation des sols de la commune et de ses infrastructures peut être observée sur les différentes représentations cartographiques du territoire : la carte de Cassini (XVIIIe siècle), la carte d'état-major (1820-1866) et les cartes ou photos aériennes de l'IGN pour la période actuelle (1950 à aujourd'hui).

### Risques majeurs
Le territoire de la commune de Lubbon est vulnérable à différents aléas naturels : météorologiques (tempête, orage, neige, grand froid, canicule ou sécheresse), feux de forêts, mouvements de terrains et séisme (sismicité très faible). Un site publié par le BRGM permet d'évaluer simplement et rapidement les risques d'un bien localisé soit par son adresse soit par le numéro de sa parcelle.
Lubbon est exposée au risque de feu de forêt. Depuis le 20 avril 2016, les départements de la Gironde, des Landes et de Lot-et-Garonne disposent d’un règlement interdépartemental de protection de la forêt contre les incendies. Ce règlement vise à mieux prévenir les incendies de forêt, à faciliter les interventions des services et à limiter les conséquences, que ce soit par le débroussaillement, la limitation de l’apport du feu ou la réglementation des activités en forêt. Il définit en particulier cinq niveaux de vigilance croissants auxquels sont associés différentes mesures,.
Les mouvements de terrains susceptibles de se produire sur la commune sont des tassements différentiels.

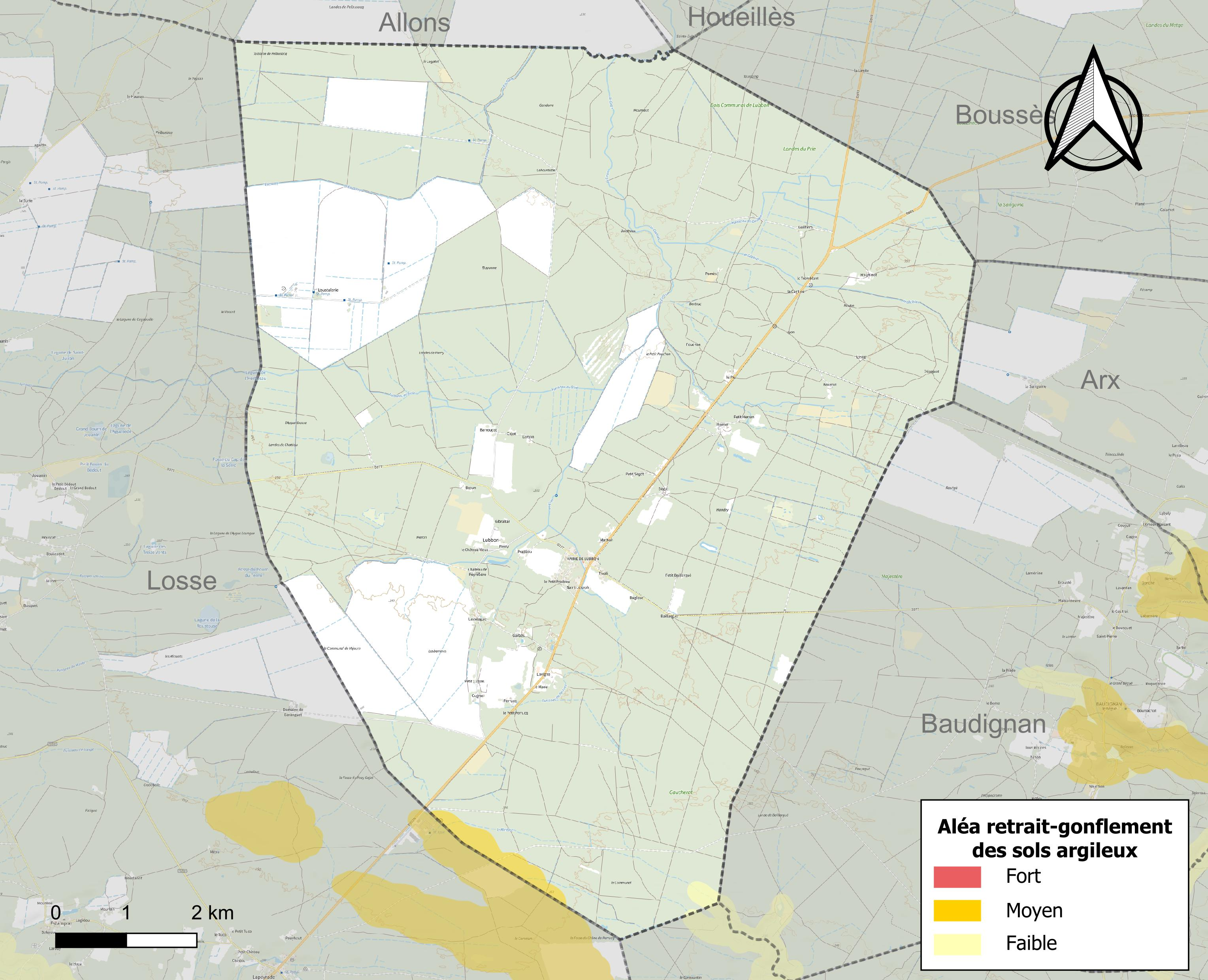
Carte des zones d'aléa retrait-gonflement des sols argileux de Lubbon.

Le retrait-gonflement des sols argileux est susceptible d'engendrer des dommages importants aux bâtiments en cas d’alternance de périodes de sécheresse et de pluie. 0,5 % de la superficie communale est en aléa moyen ou fort (19,2 % au niveau départemental et 48,5 % au niveau national). Sur les 83 bâtiments dénombrés sur la commune en 2019, aucun n'est en aléa moyen ou fort, à comparer aux 17 % au niveau départemental et 54 % au niveau national. Une cartographie de l'exposition du territoire national au retrait gonflement des sols argileux est disponible sur le site du BRGM,.
La commune a été reconnue en état de catastrophe naturelle au titre des dommages causés par les inondations et coulées de boue survenues en 1999 et 2009 et au titre des inondations par remontée de nappe en 2020 et par des mouvements de terrain en 1999.

## Histoire

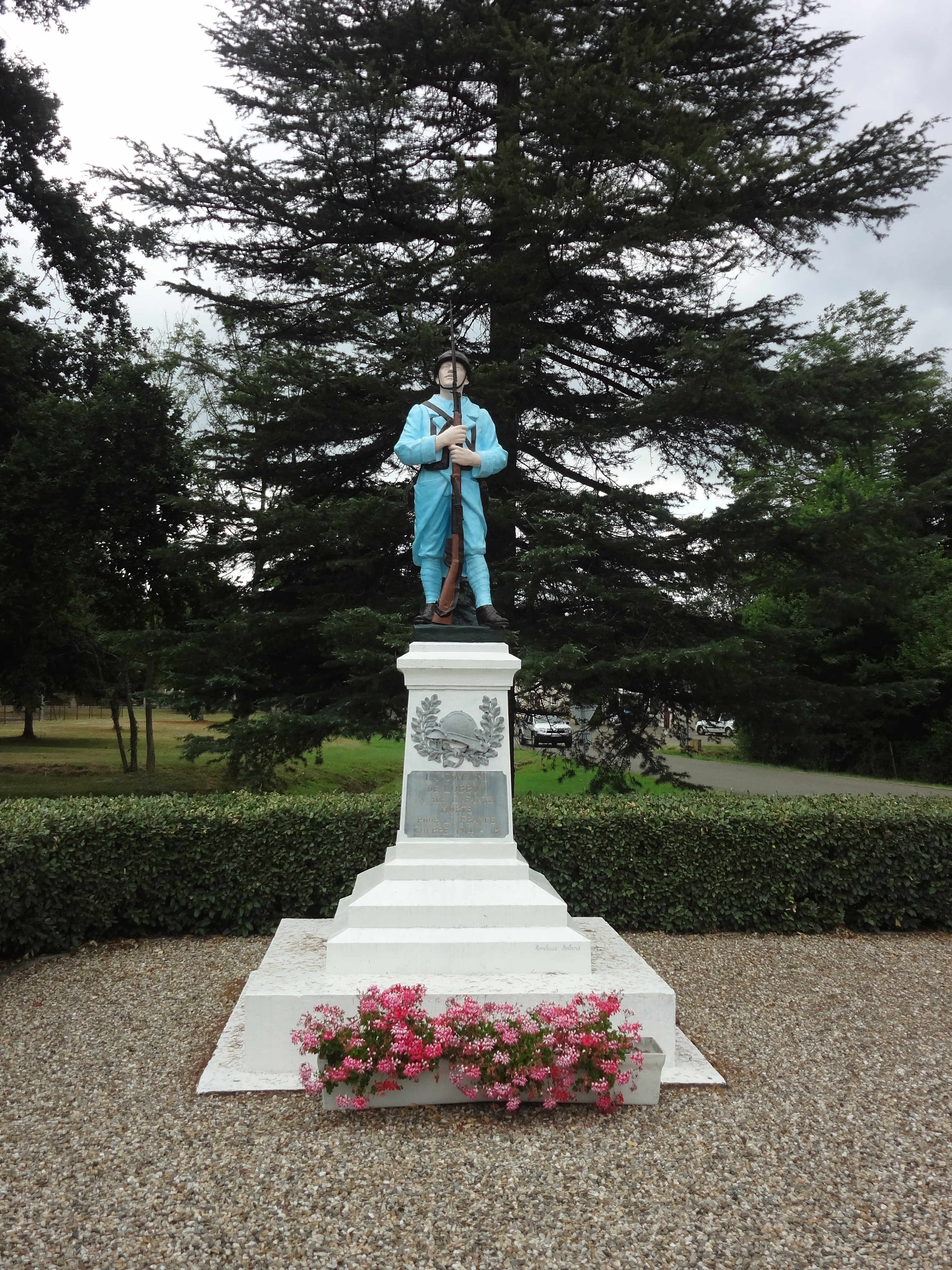
Monument aux morts de Lubbon.

## Politique et administration
| Période        | Période   | Identité                    | Étiquette | Qualité                 |
| -------------- | --------- | --------------------------- | --------- | ----------------------- |
|                |           | Marcel Saint-Marc           |           | maire en 1990           |
| avant 2005     | mars 2008 | André Cantiran              |           |                         |
| mars 2008      | 2011      | Patrick Castagnos           |           | Gérant de société       |
| septembre 2011 | 2014      | Gérard Marquet              |           |                         |
| septembre 2014 | 2020      | Marcel Bontaz               | DVD       | Retraité de l'industrie |
| 2020           | En cours  | Marie Joëlle Marielle Capot |           |                         |

## Démographie

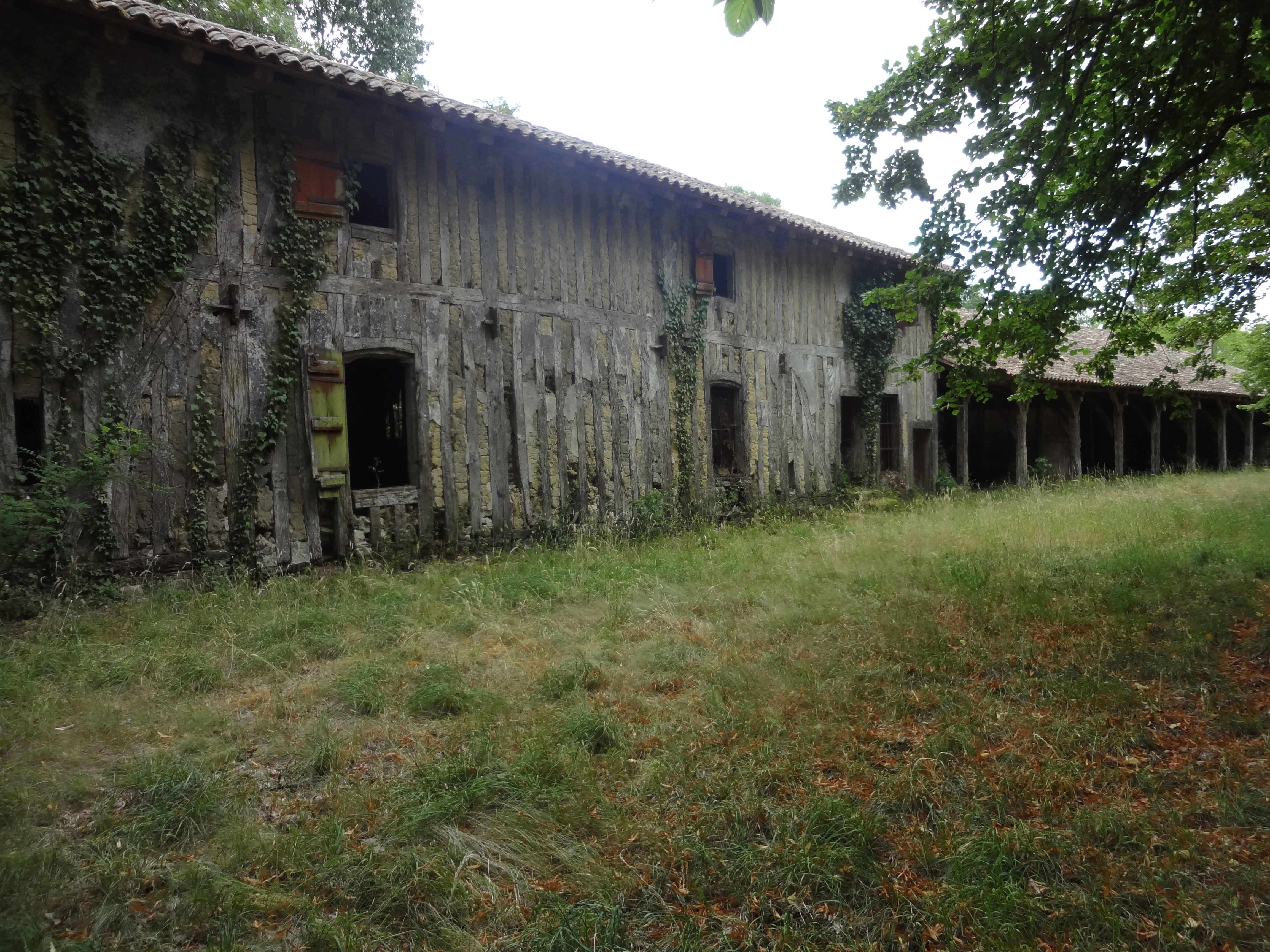
L’exode rural a entraîné l’abandon de nombreuses fermes, comme ici à côté de l’église Saint-Pierre.

En 2022, la commune de Lubbon comptait 80 habitants. À partir du XXIe siècle, les recensements réels des communes de moins de 10 000 habitants ont lieu tous les cinq ans. Les autres « recensements » sont des estimations.
| 1793 | 1800 | 1806 | 1821 | 1831 | 1836 | 1841 | 1846 | 1851 |
| ---- | ---- | ---- | ---- | ---- | ---- | ---- | ---- | ---- |
| 354  | 354  | 361  | 421  | 445  | 455  | 420  | 447  | 436  |

| 1856 | 1861 | 1866 | 1872 | 1876 | 1881 | 1886 | 1891 | 1896 |
| ---- | ---- | ---- | ---- | ---- | ---- | ---- | ---- | ---- |
| 467  | 433  | 440  | 448  | 431  | 421  | 442  | 460  | 470  |

| 1901 | 1906 | 1911 | 1921 | 1926 | 1931 | 1936 | 1946 | 1954 |
| ---- | ---- | ---- | ---- | ---- | ---- | ---- | ---- | ---- |
| 453  | 415  | 383  | 314  | 286  | 245  | 209  | 174  | 127  |

| 1962 | 1968 | 1975 | 1982 | 1990 | 1999 | 2004 | 2006 | 2009 |
| ---- | ---- | ---- | ---- | ---- | ---- | ---- | ---- | ---- |
| 164  | 125  | 119  | 95   | 99   | 95   | 104  | 102  | 106  |

| 2014 | 2019 | 2022 | - | - | - | - | - | - |
| ---- | ---- | ---- | - | - | - | - | - | - |
| 109  | 86   | 80   | - | - | - | - | - | - |

## Lieux et monuments
- Église Saint-Pierre de Lubbon.

Le mur-chevet de l’église Saint-Pierre est entièrement recouvert d’une fresque en forme d’ex-voto, en remerciement après la campagne de France.

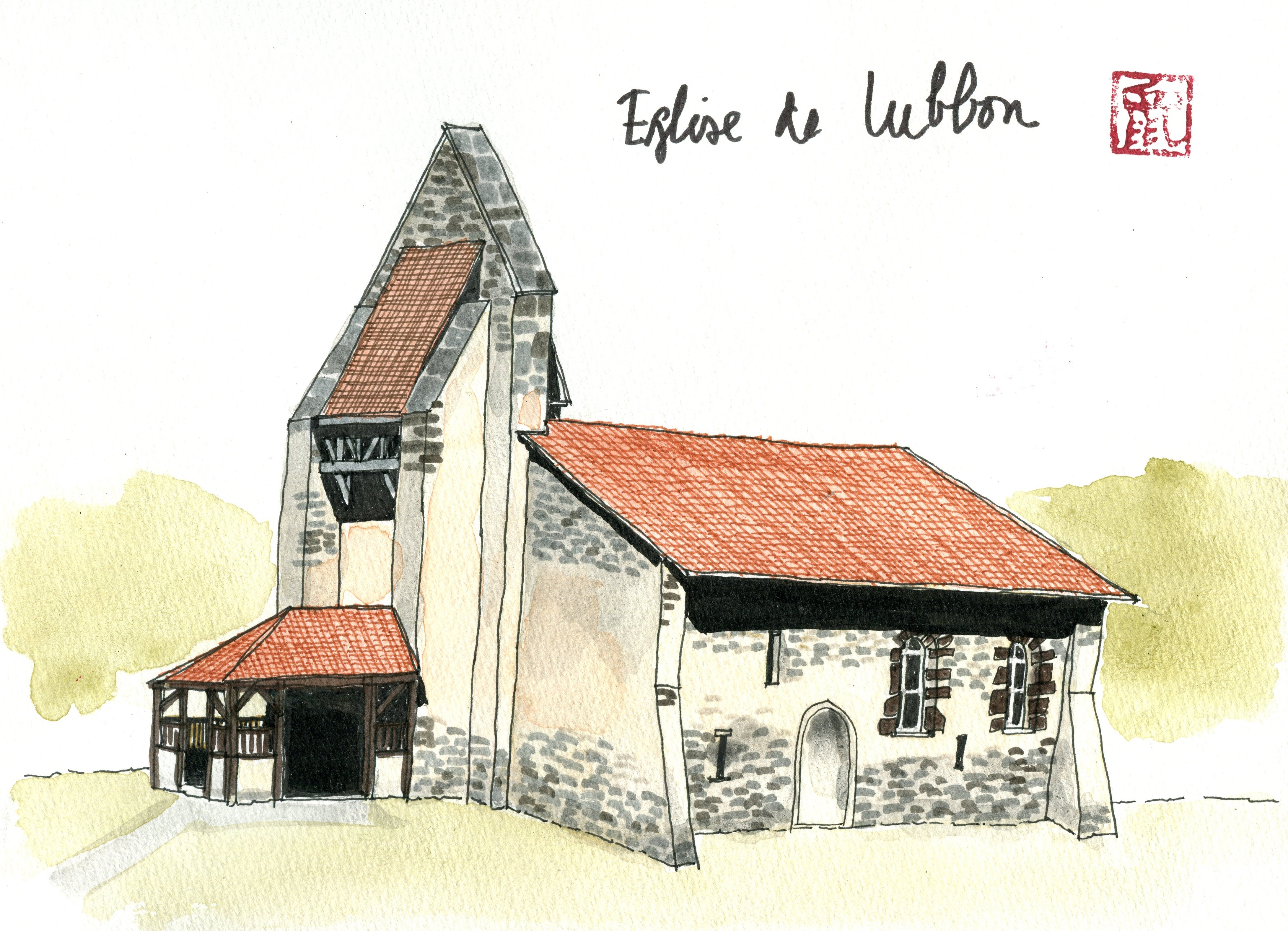
Aquarelle de l'église de Lubbon.
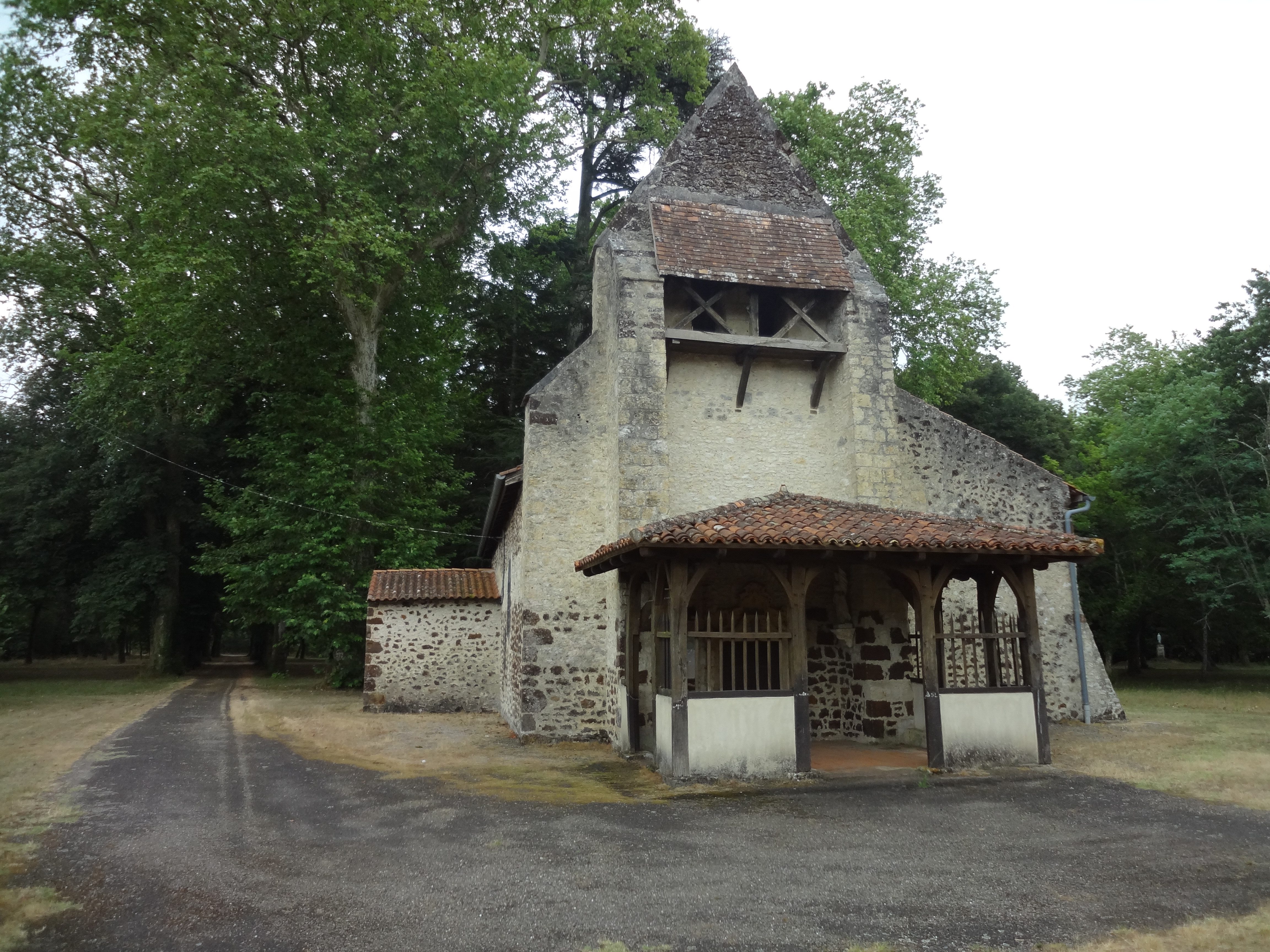
Église Saint-Pierre.
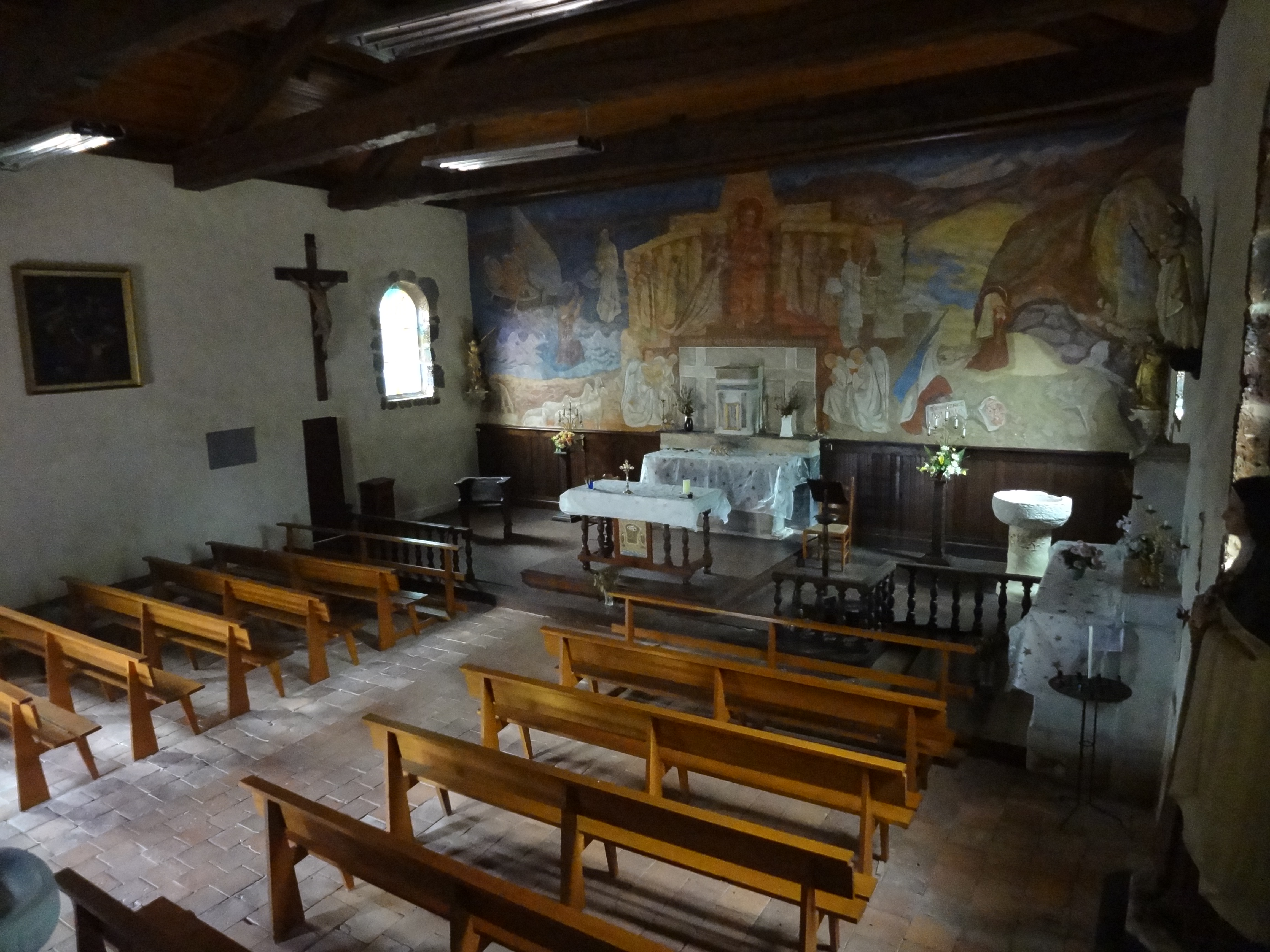
Intérieur de l’église et fresque.
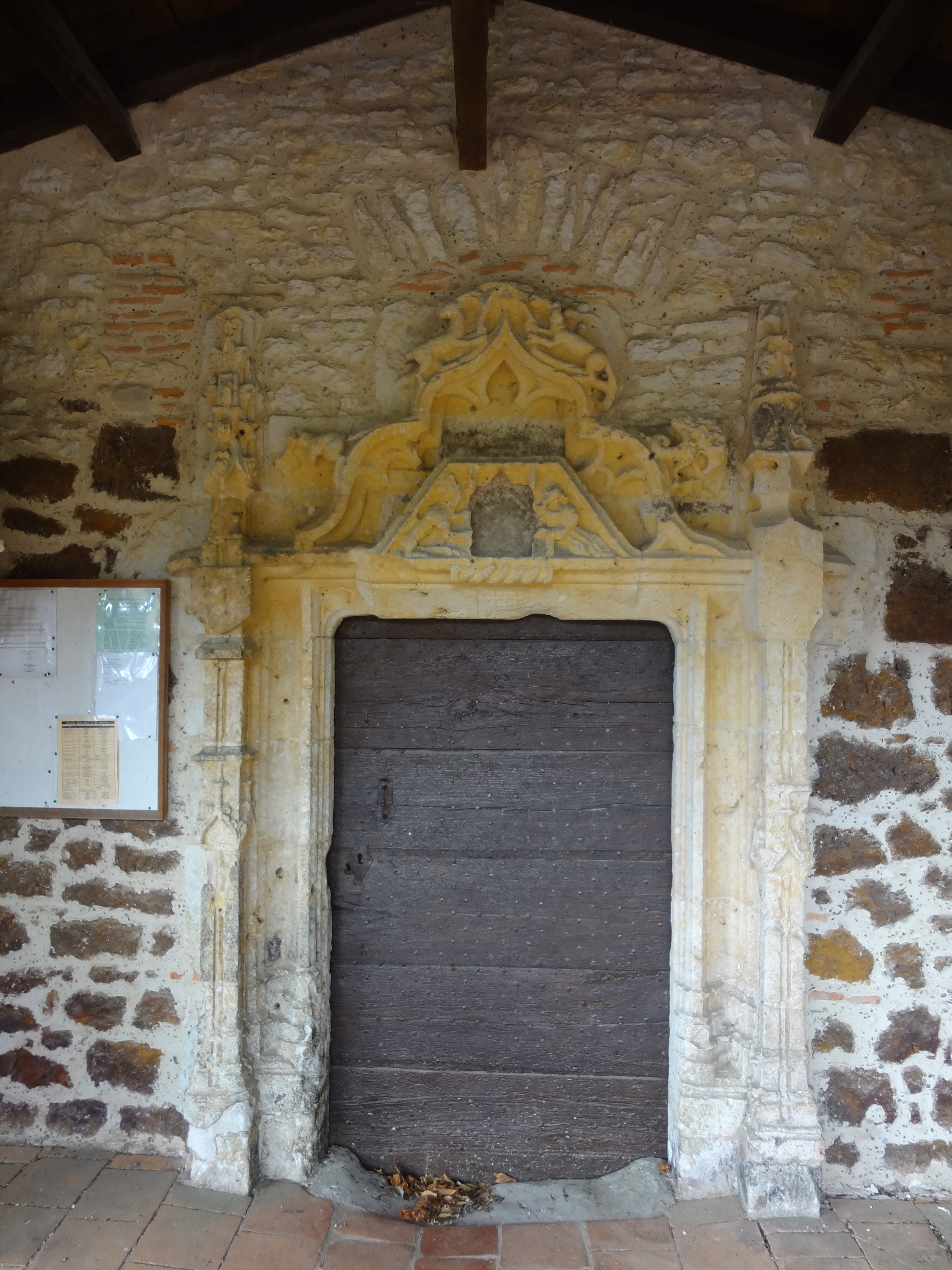
Portail occidental.